# Церковь Иммакуле-Консепсьон (Антиб)
Церковь Иммакуле-Консепсьон (фр. église de l’Immaculée Conception), также Церковь Непорочного зачатия — одна из достопримечательностей города Антиба во Франции. Расположена в одном из старых кварталов города.

## История
Церковь Иммакуле-Консепсьон расположена на территории французского города Антиба в той его части, где когда-то находился романский храм, который впоследствии был разрушен.
Церковь Иммакуле-Консепсьон когда-то была кафедральным собором Антиба и так продолжалось вплоть до середины 1200-х годов. Старая часть церкви датирована XII веком, новая часть была построена в XVIII веке.
К церкви примыкает улица Шессель (фр. Rue Chessel). Фасад церкви Иммакуле-Консепсьон выполнен в классическом стиле, а внутренние интерьеры церкви созданы в стиле барокко. Двухъярусный барочный фасад церкви — красного цвета, с треугольным фронтоном. На фасаде церкви расположено круглое окно, которое окружено двумя парами белых пилястр.
Колокольня церкви была построена в XII веке и когда-то выполняла функции сторожевой башни. Она стоит отдельно от церкви. Для ее строительства использовался камень.
Алтарную картину в церкви создал Луи Бреа в 1515 году. С правой стороны от картины расположена деревянная скульптура Христа, созданная в XVI веке. Здесь же расположены две кропильницы из белого мрамора.
В 1710 году портал собора выполнил Жак Дол.
Церковь Иммакуле-Консепсьон также называют церковью Непорочного зачатия. Она представляет собой одну из самых известных достопримечательностей города Антиба.